# Veldhoven
Veldhoven este o comună și o localitate în provincia Brabantul de Nord, Țările de Jos, situată la periferia orașului Eindhoven.

## Localități componente
Comuna Veldhoven este formată dintr-o câteva sate care s-au dezvoltat împreună cu periferia orașului Eindhoven formând actualmente localități continue. Localitățile componente sunt: Veldhoven, Meerveldhoven, Zeelst, Oerle.